# Héctor Esparza
Héctor Manuel Esparza Torres (Zacatecas, 31 ottobre 1960) è un ex calciatore messicano, di ruolo difensore.

## Carriera

### Club
Ha trascorso l'intera carriera nel campionato messicano.

### Nazionale
Ha collezionato 16 presenze con la maglia della Nazionale in 8 anni di militanza.